# دانييل كلارك
دانييل كلارك (بالإنجليزية: Daniel Clark)‏ هو مغني وممثل أمريكي، ولد في 14 أكتوبر 1985 بشيكاغو في الولايات المتحدة.

## وصلات خارجية
- دانييل كلارك على موقع IMDb (الإنجليزية)
- دانييل كلارك على موقع إن إن دي بي (الإنجليزية)
- دانييل كلارك على موقع قاعدة بيانات الفيلم (الإنجليزية)